# Баумгартнер, Пит
Пит Баумгартнер (англ. Pit Baumgartner, род. 28 сентября 1958, Гейдельберг, Баден-Вюртемберг) — основатель и композитор немецкой лаунж группы De-Phazz.

## Биография
Пит Баумгартнер родился и вырос в городе Хайдельберг, Германия.
Родители: мать — немка, отец — австриец.
Своими первыми увлечениями Пит считает Элвиса Пресли, The Beatles, Фрэнка Заппу, Брайана Ино, Дэвида Бирна. Сейчас Пита вдохновляют кино и музыка 70-х и все разновидности странного (его собственные слова) искусства. Удивительно, но маэстро Баумгартнер в юности терпеть не мог «киношную» музыку и переслушал старые записи только в сознательном возрасте. Пит не делит музыку на стили и жанры, слушая арт-рок, психоделику, реггей, джаз, электронику. Все то, из чего строится калейдоскопическая музыка De-Phazz.
В 1994 году Пит познакомился с певицей Барбарой Лар, бывшей вокалисткой малоизвестной группы Janet The Planet, и был покорен её глубоким и разноплановым голосом. Годом позже Баумгартнер привлек к работе американца Карла Фриерсона, чей альбом тогда продюсировал. К 1997 году общая идея De-Phazz была сформулирована: открытый арт-проект, привлекающий к сотрудничеству всех, кому интересна нестандартная музыка и неординарная подача.
В 1997 году, новый проект, которому суждено было впоследствии покорить весь мир, начался со студии. В начале 90-х Баумгартнер создал свою собственную студию, а так как городок, в котором он тогда жил, был весьма невелик, сюда заходили на огонек различные музыканты, которых Пит привлекал к реализации своих идей. Кто-то записывал вокальные партии, кто-то подбрасывал музыкальные идеи.
В 2001 году Пит создал собственный музыкальный лейбл Phazz-a-delic совместно с Халук Сойоглу (Partner Haluk Soyoglu), который продюсировал такие альбомы De-Phazz, как: Natural Fake, Daily Lama, Death by chocolade и La La 2.0.
В 2008 году выходит сольный альбом Баумгартнера, получивший название «Tales of Trust». Чтобы подчеркнуть авторство альбома, на обложке пластинки большими буквами было написано «Это не альбом De-Phazz!». Композиции альбома почти полностью состоят из семплов, наложенных на различные ритмические рисунки, и лишь пара треков представляет собой полноценные песни с мелодией, а не компиляции красивых звуковых отрезков.